# Menach
Die Menach (auch Mehnach geschrieben, früher auch Mennach) ist ein Bach im Landkreis Straubing-Bogen, Niederbayern. Sie ist einer der nördlichen Donauzuflüsse im Bereich des Bayerischen Waldes.

## Name
Der Bach wurde 1568 als Mennach erstmals schriftlich erwähnt. Der Name leitet sich vom althochdeutschen Personennamen Manno und dem Grundwort -aha ab, das 'Fließgewässer' bedeutet.

## Verlauf
Sie entspringt bei Konzell und fließt durch die Gemeinden Haibach, Haselbach und Mitterfels südwärts in Richtung Bogen.

Höhenprofil

### Abschnitte
Das Höhenprofil der Menach lässt sich grob in vier Abschnitte einteilen. Im ersten Abschnitt von etwa sieben Kilometer Länge von der Quelle bis etwa Recksberg hat sie ein deutliches Gefälle und entsprechend wenig Mäander. Es folgt ein rund zehn Kilometer langer Abschnitt mit geringem Gefälle und teils ausgeprägter Mäanderung. Im Bereich von Mitterfels zeigt sie auf einem kurzen steilen Abschnitt das Gepräge eines Wildbachs. Mit Erreichen der Ausläufer der Donauebene fließt sie in den unregulierten Abschnitten wieder ruhig mit teils sehr ausgeprägten Flussschleifen. Auf den letzten Kilometern bis zur Mündung in den Kinsach-Menach-Ableiter wurde der Lauf stark durch Hochwasserschutzbauten verändert.

### Verzweigung in Furth
Im Dorf Furth der Stadt Bogen verzweigt sich die Menach. Der Hauptstrom (rechter Zweig) passiert eine Sohlrampe und mündet bereits nach weniger als 300 Metern in die Kinsach. Der linke Arm, Menach-Verzweigung genannt, legt dagegen noch 3,31 Kilometer bis zur Mündung zurück. Sie durchläuft zuerst ein Siel und nimmt ihren Lauf fast ohne Gefälle entlang der Wohnbebauung in Furth, unterquert mehrere Straßen zwischen Furth und dem Nachbarort Oberalteich, ehe sie in diesem wieder ans Licht kommt. Der nur kurze oberflächliche Verlauf in Oberalteich endet am Platz vor der Klosterkirche, den der Fluss unterirdisch quert. Am Südrand von Oberalteich kommt der Menachzweig wieder an die Oberfläche und wendet sich durch offene Flur nach Osten. Hier verläuft die Menach immer noch linksseits und nördlich der Kinsach, bis sie nach etwa 600 Metern in einem Düker die eingedeichte Kinsach quert. Diesen eingedeichten Bereich zwischen dem südlichen Deich der Kinsach und dem nördlichen Deich der Donau verlässt die Menach beim Schöpfwerk Bogen-Land, das ihren Durchfluss bei Hochwasser auf der anderen Seite mit Pumpenkraft über den Donaudeich schafft. Nach weiteren 600 Metern mündet dieser Zweig der Menach von rechts kommend in die Kinsach, etwa hundert Meter vor deren eigener Mündung in den Bogener Altarm der Donau.

## Zuflüsse
Der längste Zufluss ist mit einer Länge von 2,93 km der Irschenbach. Mit seinem Einzugsgebiet von 4,77 km2 liegt er auf Rang 2. Der Eigraben ist mit 5,17 km2 der Zufluss mit dem größten Einzugsgebiet und trägt damit 8,92 % zum gesamten Einzugsgebiets von 57,93 km2 bei. An der Mündung des Eigraben hat die Menach ab der Quelle eine Fließstrecke von 10,53 km zurückgelegt (40,4 %) und dort mit 38,21 km2 bereits 66 % ihres Einzugsgebietes angesammelt.

### Ortschaften
am Lauf von der Quelle bis zur Mündung. Nur die Einträge größter Schachtelungstiefe sind Gewässeranrainer.
- Gemeinde Konzell
  - Menhaupten (Einöde, rechts, Quellanrainer)
  - Holzhaus (Weiler, rechts)
  - Hadermühl (Weiler)
  - Viertl (Einöde, rechter Hang)
  - Kleinmenach (Einöde, links)
  - Waldmenach (Einöde, rechts)
- Gemeinde Haibach
  - Pirkmühl (Einöde, links)
  - Obermühl (Einöde, links)
  - Recksberg (Dorf, rechter Hang)
  - Krottenholz (Weiler, rechts)
  - Bachwies (Einöde, links)
- Gemeinde Haselbach
  - Frommried (Weiler, links)
  - Rothhäusl (Einöde, links an Hang)
  - Ziermühl (Einöde, überwiegend links)
  - Wenamühl (Weiler, überwiegend rechts am Hang)
  - Schindlfurth (Einöde, rechts oben auf einem Sporn)
  - Reiben (Einöde, links)
- Markt Mitterfels
  - Höllmühl (Einöde, rechts)
  - Talmühle (Weiler)
  - Neumühle (Einöde, rechts)
- Stadt Bogen
  - Stegmühl (Einöde, links)
  - Obermenach (Einöde, rechter Hang)
  - Häuselberg (Einöde, links, exponiert auf einer Kuppe)
  - Weidenhofen (Einöde, rechts)
  - Niedermenach (Dorf, überwiegend rechts)
  - Furth (Dorf, überwiegend links, Mündungsanrainer), hier ist eine Verzeigung der Menach und die Mündung eines Zweigs
  - Oberalteich (Pfarrdorf, hier stark verrohrt)
  - Bogen (Stadt, links, Mündungsanrainer)

## Geschichte

### Perlbach
Das Kerbtal der Menach im Bereich von Mitterfels wird dort heute noch Perlbachtal genannt. In diesem Bereich der Menach gab es, wie in vielen anderen Bächen in der Gegend, bedeutende Vorkommen der Flussperlmuschel.

### Veränderungen des Verlaufs
In alten Karten ist eine Verzweigung der Menach bei Furth dargestellt, die damals weniger als einhundert Meter südlich der heutigen lag.

#### Der rechte Zweig
Gleich nach der Verzweigung in Furth mündet der rechte Zweig der Menach in die Kinsach, wie der Kinsach-Menach-Ableiter heute auch offiziell bezeichnet wird. Bis zur Schaffung dieses künstlichen Flusslaufs der Kinsach gab es kein Gewässer, das nördlich parallel zur Donau verlief, vielmehr mündete der rechte Zweig der Menach etwa 600 Meter südsüdwestlich der heutigen Einmündung in die Kinsach in ein früheres Altwasser der Donau namens Boigen und darüber in die Donau. Dieses Altwasser und die Verbindungsgewässer sind heute infolge der Hochwasserschutzbauten weitgehend trocken gefallen.

#### Der linke Zweig
Der heutige Verlauf des linken Zweigs, der heute so genannten Menach-Verzweigung, hält sich fast genau an seinen historischen. Sogar auf die verrohrte Unterquerung des Platzes vor dem Kloster Oberalteich lässt sich aus der Uraufnahme 1808–1864 schließen. Veränderungen an diesem Zweig ergaben sich im Wesentlichen durch neu entstandene Bauwerke: die Straßenunterführungen zwischen Furth und Oberalteich, die Unterquerung des künstlich angelegten Kinach-Menach-Ableiters durch einen Düker (48,9137° N, 12,6753° O) und die Überwindung des Donaudammes beim Schöpfwerk Bogen-Land (48,90758° N, 12,67943° O).

## Umwelt
Die Menach wird dem Gewässertyp der grobmaterialreichen, silikatischen Mittelgebirgsbächen zugeordnet.

### Flora
In dem Abschnitt nördlich von Talmühle gibt es einen bedeutenden Bestand des geschützten Straußenfarns.

### Flurbereinigung und Renaturierung
In den 1960er Jahren wurde die Menach durch die Flurbereinigung ab der Kläranlage Haibach bis zur Gemeindegrenze bei Bachwies auf der Länge von etwa einem Kilometer begradigt. Dies wirkte sich jedoch negativ auf deren Fließverhalten und dadurch auf Bewuchs und Tierwelt aus. Im Sommer 2000 wurde im Zuge einer Renaturierungsmaßnahme wieder ein natürlicherer Bachverlauf mit Mäanderschlingen, Steinen und Baumstümpfen angelegt, um eine chaotischere Strömung zu erzeugen und die Flussgeschwindigkeit abzubremsen.

### Ölunfall
Am Abend des 11. April 2001 stürzte zwischen Haibach und Waldmenach ein mit 32.000 Litern Heizöl voll beladener Tankwagen eine etwa drei Meter tiefe Böschung hinab. Dabei liefen vermutlich 15.000 Liter in die Menach, wovon ein Großteil dank der örtlichen Freiwilligen Feuerwehr, die mit 15 Einsatzfahrzeugen schnell vor Ort waren, mittels Ölsperren aufgefangen und abgepumpt werden konnte. Schäden an der Natur hielten sich trotz dieser großen Menge in Grenzen, der Geruch von Heizöl hielt sich jedoch noch über Tage hinweg im ganzen Menachtal.

### Vorfluter
Die beiden kommunalen Kläranlagen in Haibach und Mitterfels nutzen die Menach als Vorfluter. Sie sind in Haibach für 1500 und in Mitterfels für 4750 Einwohner ausgelegt.

### Gewässerunterhalt
Die Menach ist auf der gesamten Länge ein Gewässer dritter Ordnung.

### Abflusswerte
Die Hochwasserabflusswerte etwa hundert Meter vor der Mündung des rechten Zweigs ⊙ liegen für ein statistisch 1-jährliches Hochwasser (HQ1) bei 12 m³/s, für ein zehnjährliches (HQ10) bei 28 m³/s und für ein „Jahrhunderthochwasser“ (HQ100) bei 45 m³/s.

### Wasserkraftnutzung
An fünf Stellen nutzen an ehemaligen Mühlen – Obermühl, Wenamühl, Höllmühl, Neumühle und Stegmühl – Kleinkraftwerke heute die Wasserkraft der Menach zur Stromerzeugung.